# 北宋社
北宋社(ほくそうしゃ)は、日本の出版社。
生田耕作や由良君美が参加・寄稿した『牧神』という季刊誌を刊行していた牧神社が倒産した後に、その雑誌で営業・広告を担当していた渡辺誠が立ち上げた出版社である

## おもな刊行物
- わしらは怪しい探検隊[2]　(椎名誠)：東ケト会のルーツにあった本
- 素敵なダイナマイトスキャンダル (末井昭)

### 研究読本シリーズ
- 吾が魂のイロニー カート・ヴォネガットの研究読本[3]
- あぶくの城 フィリップ・K・ディックの研究読本
- 愛のテーマ・序曲 橋本治の研究読本

### 橋本治の著作

#### 小説
- 暗野

#### エッセイ
- シンデレラボーイ シンデレラガール (装画：糸井重里)[4]

#### 評論
- 秘本世界生玉子

##### 漫画評論
- 花咲く乙女たちのキンピラゴボウ
- 熱血シュークリーム

#### 対談
- 悔いあらためて[5] (糸井重里との対談本)